# Индербиев, Магомед Темирбиевич
Магоме́д Темирби́евич Индерби́ев (15 сентября 1922, Урус-Мартан — 2007, Урус-Мартан) — врач, участник Великой Отечественной войны, подполковник медицинской службы, учёный, кандидат медицинских наук, министр здравоохранения Чечено-Ингушской АССР, член-корреспондент Российской академии естественных наук, председатель республиканского совета ветеранов Великой Отечественной войны и труда Чеченской Республики.

## Биография
Родился в Урус-Мартане 15 сентября 1922 года. В 1931 году поступил в Урус-Мартановкую среднюю школу № 1. В 1936 году, после окончания пяти классов, поступил на подготовительное отделение Грозненского медицинского училища, которое окончил в 1941 году. Он хотел продолжить обучение, но началась Великая Отечественная война. В сентябре 1941 года добровольно ушёл на фронт.

### Великая Отечественная война
В сентябре 1941 года в городе Миллерово формировалась 351-я стрелковая дивизия. Индербиев был назначен старшим фельдшером в 792-й отдельный батальон связи этой дивизии.
Будучи военным фельдшером и комсоргом, в критических ситуациях, смело брал на себя командование подразделениями. На Воронежском фронте, зимой 1942 года, во время сильных снежных заносов, самостоятельно организовал временный госпиталь. Он мобилизовал у населения гужевой транспорт, свозил из окрестных сёл раненых, оказывал им первую помощь и отправлял в полевые и тыловые госпитали.
19 октября 1943 года, во время операции по форсированию Днепра, будучи комсоргом противотанкового батальона, взял на себя командование двумя ротами и вывел их без потерь из окружения, при этом сам получил тяжёлое ранение.
Участвовал в сражениях на Южном, Воронежском, Центральном, Карельском, 1-м Украинском фронтах, на Курской дуге. В 1944 году участвовал в прорыве финской обороны на реке Свирь. Воевал на Сандомирском плацдарме, участвовал при форсировании рек Свирь, Висла, Одер, Нейсе, Шпрее и Тельтова канала в Берлине. В составе 1-го Украинского фронта участвовал в штурме Берлина, Дрездена и в освобождении Праги.
За время войны вынес из-под обстрела, непосредственно с поля боя, более 90 тяжелораненых бойцов и офицеров Красной армии, оказал им необходимую помощь и отправил в тыловые госпиталя.

### Депортация
В 1948 году демобилизовался и уехал к своей семье, которая в то время находилась в депортации в Казахстане. Поступил на работу разъездным фельдшером железнодорожного медицинского объединения на станции Аягоз Казахской ССР, где работал до 1952 года. Как и многие соотечественники, писал письма руководителям страны о несправедливости, совершаемой в отношении вайнахов. К нему часто наведывались сотрудники НКВД и требовали прекратить писать.
В 1952 поступил в Алма-Атинский государственный медицинский институт, который с отличием окончил в 1958 году. Ему предложили остаться в аспирантуре, но Индербиев отказался. Отказался он и от предложенной ему хорошей должности в облздравотделе. В порядке исключения его направили в распоряжение министерства здравоохранения Чечено-Ингушетии.

### Возвращение на родину
В августе 1958 года вернулся на родину. Перед уходом на фронт по старинному чеченскому обычаю он взял горсть земли со своего двора, завернул её в платок, подаренный девушкой, и унёс с собой. Спустя 17 лет он высыпал эту горсть земли на то же самое место. Поэт Хасмагомед Эдилов написал об этом стихотворение «Горсть земли». В 1962 году Эдилов издал книгу с таким же названием.
В августе 1958 года направлен на работу главным врачом в Веденский район Чечено-Ингушской ССР. Проработал в этой должности более четырёх лет. После отъезда временных переселенцев из Дагестана ещё четыре года занимался возрождением медицинской службы в районе. С 1958 по 1963 год избирался депутатом Веденского районного Совета, членом Веденского райкома КПСС и членом райисполкома. Работу Индербиева Магомеда высоко оценило руководство республики: в августе 1962 года назначен на должность заместителя министра здравоохранения Чечено-Ингушской АССР, а с марта 1963 года по апрель 1975 года работал министром здравоохранения Чечено-Ингушетии.
Был одним из немногих представителей официальной медицины, который уважительно относился к народной медицине. Им было собрано более тысячи рецептов и методов лечения народной медицины.
Работал старшим научным сотрудником научного центра «Чеченская энциклопедия», вёл раздел «Медицина и здравоохранение». За многолетний плодотворный труд был награждён орденом Трудового Красного Знамени.
Более 10 лет был председателем Совета ветеранов войны и труда Чеченской Республики. В 2000-е годы проводил работу по возрождению в районах Чечни комитетов ветеранов войны и военной службы.
Был участником парада на Красной площади 9 мая 2005 года, посвящённого 60-летию Победы.
Скончался в 2007 году в своём родном селе Урус-Мартане.

### Семья
Жена — Есауленко Матрёна Гавриловна. Сыновья:
- Али — хирург, выпускник 1-го Московского медицинского института (умер в период службы в армии);
  - внук Индербиев Магомед Алиевич — выпускник Дагестанского государственного университет, адвокат.
  - внучка Узуева Мадина Алиевна
- Сергей (Сиражди) — инженер-строитель, выпускник Грозненского нефтяного института[2].
  - внук Индербиев Тимур Сергеевич — выпускник Московской медицинской академии имени И. М. Сеченова, кандидат медицинских наук[6][7], заведующий отделением рентгенохирургических методов диагностики и лечения Республиканского клинического госпиталя ветеранов войн[8][9][10][11][12]. Главный внештатный специалист МЗ ЧР по эндоваскулярным методам диагностики и лечения[7][12]. Ведущий флеболог Центра Флебологии г. Грозный[12]. С 2018 года по 2022 г. работал в должности главврача ГБУ «РКГВВ им. М.Т. Индербиева», одновременно работая заместителем министра здравоохранения ЧР.
  - внук Индербиев Дени Сергеевич — выпускник Дагестанского государственного университета, мировой судья Заводского района г. Грозный.

## Научная деятельность
В 1972 году защитил диссертацию на соискание учёной степени кандидата медицинских наук. В том же году по материалам диссертации была издана монография «Очерки истории здравоохранения Чечено-Ингушетии». Автор более 40 научных работ, в том числе 7 монографий.

### Избранные труды
Источник — электронные каталоги РНБ
- Индербиев М. Т. Здравоохранение и медицинская помощь в Чечено-Ингушской АССР : Автореф. дис. … канд. мед. наук. — Грозный: Грозн. рабочий, 1971. — 24 с.
- Индербиев М. Т. Курорт Серноводск-Кавказский. — Грозный: Чеч.-Инг. кн. изд-во, 1978. — 95 с. — 15 000 экз.
  - . — Грозный: Чеч.-Инг. кн. изд-во, 1981. — 111 с. — 15 000 экз.
- Индербиев М. Т. Очерки истории здравоохранения Чечено-Ингушетии. — Грозный: Чеч.-Инг. кн. изд-во, 1972. — 178 с. — 2000 экз.
- Индербиев М. Т. Санаторий «Армхи». — Грозный: Чеч.-Инг. кн. изд-во, 1964. — 40 с. — 1000 экз.

публицистика
- Индербиев М. Т. Фронтовая память : Докум. повесть : [О 50-й Гвард. артиллер. свирской бригаде]. — Грозный: Чеч.-Инг. кн. изд-во, 1988. — 150 с. — 5000 экз. — ISBN 5-7666-0007-0.

## Память
Именем Индербиева названы одна из улиц Грозного и Республиканский клинический госпиталь ветеранов войн, а также названы улица в г.Урус-Мартан и средняя школа номер 3 г. Урус-Мартан.

## Награды
- Орден Отечественной войны I степени;
- два ордена Красной Звезды;
- Орден Трудового Красного Знамени;
- Медаль «За взятие Берлина»;
- Медаль «За освобождение Праги»;
- 12 медалей.